# Éliminatoires du Championnat d'Europe de football des moins de 19 ans 2012
Les éliminatoires du championnat d'Europe de football des moins de 19 ans 2012 se disputent sur deux tours, uniquement par groupes de 4 équipes. Chaque groupe se joue sur le terrain de l'une des quatre équipes, en tournoi toutes rondes simple. Le premier tour de qualification comprend 12 groupes (48 équipes), le second tour comprend 7 groupes (28 équipes). La France, l'Angleterre et l'Espagne sont exemptés de premier tour et font donc leur entrée au second (tour Élite).

## Premier tour de qualification
Le premier tour de qualification est disputé du 21 septembre au 15 novembre 2011. Les deux premiers de chaque groupe (24 équipes), ainsi que le meilleur troisième de groupe repêché en tenant compte des résultats contre les 2 premiers du groupe, se qualifient pour le second tour (Élite).

### Groupe 1
| Rang | Équipe      | Pts | J | G | N | P | Bp | Bc | Diff |  | Résultats (▼ dom., ► ext.) |     |     |     |     |
| ---- | ----------- | --- | - | - | - | - | -- | -- | ---- |  | -------------------------- | --- | --- | --- | --- |
| 1    | Portugal    | 7   | 3 | 2 | 1 | 0 | 18 | 4  | +14  |  | Portugal                   |     | 3-3 | 9-1 | -   |
| 2    | Hongrie     | 7   | 3 | 2 | 1 | 0 | 11 | 4  | +7   |  | Hongrie                    | -   |     | 3-1 | 5-0 |
| 3    | Îles Féroé  | 3   | 3 | 1 | 0 | 2 | 6  | 12 | -6   |  | Îles Féroé                 | -   | -   |     | 4-0 |
| 4    | Saint-Marin | 0   | 2 | 0 | 0 | 2 | 0  | 15 | -15  |  | Saint-Marin                | 0-6 | -   | -   |     |

### Groupe 2
| Rang | Équipe             | Pts | J | G | N | P | Bp | Bc | Diff |  | Résultats (▼ dom., ► ext.) |     |     |     |     |
| ---- | ------------------ | --- | - | - | - | - | -- | -- | ---- |  | -------------------------- | --- | --- | --- | --- |
| 1    | Bosnie-Herzégovine | 9   | 3 | 3 | 0 | 0 | 6  | 1  | +5   |  | Bosnie-Herzégovine         |     | 2-0 | -   | -   |
| 2    | Irlande            | 6   | 3 | 2 | 0 | 1 | 7  | 4  | +3   |  | Irlande                    | -   |     | 4-1 | 3-1 |
| 3    | Bulgarie           | 3   | 3 | 1 | 0 | 2 | 3  | 6  | -3   |  | Bulgarie                   | 1-2 | -   |     | 1-0 |
| 4    | Russie             | 0   | 3 | 0 | 0 | 3 | 1  | 6  | -5   |  | Russie                     | 0-2 | -   | -   |     |

### Groupe 3
| Rang | Équipe      | Pts | J | G | N | P | Bp | Bc | Diff |  | Résultats (▼ dom., ► ext.) |     |     |     |     |
| ---- | ----------- | --- | - | - | - | - | -- | -- | ---- |  | -------------------------- | --- | --- | --- | --- |
| 1    | Roumanie    | 7   | 3 | 2 | 1 | 0 | 5  | 1  | +4   |  | Roumanie                   |     | -   | 3-0 | -   |
| 2    | Italie      | 4   | 3 | 1 | 1 | 1 | 4  | 4  | 0    |  | Italie                     | 1-2 |     | -   | 1-1 |
| 3    | Azerbaïdjan | 3   | 3 | 1 | 0 | 2 | 2  | 5  | -3   |  | Azerbaïdjan                | -   | 1-2 |     | 1-0 |
| 4    | Suède       | 2   | 3 | 0 | 2 | 1 | 1  | 2  | -1   |  | Suède                      | 0-0 | -   | -   |     |

### Groupe 4
| Rang | Équipe   | Pts | J | G | N | P | Bp | Bc | Diff |  | Résultats (▼ dom., ► ext.) |     |     |     |     |
| ---- | -------- | --- | - | - | - | - | -- | -- | ---- |  | -------------------------- | --- | --- | --- | --- |
| 1    | Norvège  | 5   | 3 | 1 | 2 | 0 | 7  | 5  | +2   |  | Norvège                    |     | 3-3 | -   | 2-2 |
| 2    | Chypre   | 5   | 3 | 1 | 2 | 0 | 6  | 4  | +2   |  | Chypre                     | -   |     | 2-0 | -   |
| 3    | Lettonie | 3   | 3 | 1 | 0 | 2 | 2  | 4  | -2   |  | Lettonie                   | 0-2 | -   |     | -   |
| 4    | Islande  | 2   | 3 | 0 | 2 | 1 | 3  | 5  | -2   |  | Islande                    | -   | 1-1 | 0-2 |     |

### Groupe 5
| Rang | Équipe   | Pts | J | G | N | P | Bp | Bc | Diff |  | Résultats (▼ dom., ► ext.) |     |     |     |     |
| ---- | -------- | --- | - | - | - | - | -- | -- | ---- |  | -------------------------- | --- | --- | --- | --- |
| 1    | Tchéquie | 6   | 3 | 2 | 0 | 1 | 3  | 2  | +1   |  | Tchéquie                   |     | 1-0 | 1-2 | -   |
| 2    | Serbie   | 4   | 3 | 1 | 1 | 1 | 1  | 1  | 0    |  | Serbie                     | -   |     | 1-0 | 0-0 |
| 3    | Israël   | 4   | 3 | 1 | 1 | 1 | 4  | 4  | 0    |  | Israël                     | -   | -   |     | 2-2 |
| 4    | Lituanie | 2   | 3 | 0 | 2 | 1 | 2  | 3  | -1   |  | Lituanie                   | 0-1 | -   | -   |     |

### Groupe 6
| Rang | Équipe     | Pts | J | G | N | P | Bp | Bc | Diff |  | Résultats (▼ dom., ► ext.) |     |     |     |     |
| ---- | ---------- | --- | - | - | - | - | -- | -- | ---- |  | -------------------------- | --- | --- | --- | --- |
| 1    | Ukraine    | 7   | 3 | 2 | 1 | 0 | 6  | 1  | +5   |  | Ukraine                    |     | -   | 3-0 | 2-0 |
| 2    | Suisse     | 7   | 3 | 2 | 1 | 0 | 6  | 1  | +5   |  | Suisse                     | 1-1 |     | 3-0 | -   |
| 3    | Macédoine  | 3   | 3 | 1 | 0 | 2 | 2  | 7  | -5   |  | Macédoine                  | -   | -   |     | 2-1 |
| 4    | Kazakhstan | 0   | 3 | 0 | 0 | 3 | 1  | 6  | -5   |  | Kazakhstan                 | -   | 0-2 | -   |     |

### Groupe 7
| Rang | Équipe          | Pts | J | G | N | P | Bp | Bc | Diff |  | Résultats (▼ dom., ► ext.) |     |     |     |     |
| ---- | --------------- | --- | - | - | - | - | -- | -- | ---- |  | -------------------------- | --- | --- | --- | --- |
| 1    | Allemagne       | 7   | 3 | 2 | 1 | 0 | 10 | 4  | +6   |  | Allemagne                  |     | -   | 5-1 | 3-3 |
| 2    | Monténégro      | 4   | 3 | 1 | 1 | 1 | 2  | 3  | -1   |  | Monténégro                 | 0-2 |     | -   | -   |
| 3    | Irlande du Nord | 3   | 3 | 1 | 0 | 2 | 5  | 8  | -3   |  | Irlande du Nord            | -   | 1-2 |     | -   |
| 4    | Biélorussie     | 2   | 3 | 0 | 2 | 1 | 4  | 6  | -2   |  | Biélorussie                | -   | 0-0 | 1-3 |     |

### Groupe 8
| Rang | Équipe         | Pts | J | G | N | P | Bp | Bc | Diff |  | Résultats (▼ dom., ► ext.) |     |     |     |     |
| ---- | -------------- | --- | - | - | - | - | -- | -- | ---- |  | -------------------------- | --- | --- | --- | --- |
| 1    | Belgique       | 7   | 3 | 2 | 1 | 0 | 6  | 1  | +5   |  | Belgique                   |     | 0-0 | -   | 3-0 |
| 2    | Slovénie       | 7   | 3 | 2 | 1 | 0 | 5  | 3  | +2   |  | Slovénie                   | -   |     | -   | 3-2 |
| 3    | Écosse         | 3   | 3 | 1 | 0 | 2 | 5  | 6  | -1   |  | Écosse                     | 1-3 | 1-2 |     | -   |
| 4    | Pays de Galles | 0   | 3 | 0 | 0 | 3 | 3  | 9  | -6   |  | Pays de Galles             | -   | -   | 1-3 |     |

### Groupe 9
| Rang | Équipe     | Pts | J | G | N | P | Bp | Bc | Diff |  | Résultats (▼ dom., ► ext.) |     |     |     |     |
| ---- | ---------- | --- | - | - | - | - | -- | -- | ---- |  | -------------------------- | --- | --- | --- | --- |
| 1    | Géorgie    | 7   | 3 | 2 | 1 | 0 | 6  | 2  | +4   |  | Géorgie                    |     | 1-1 | -   | -   |
| 2    | Turquie    | 5   | 3 | 1 | 2 | 0 | 6  | 3  | +3   |  | Turquie                    | -   |     | 2-2 | 3-0 |
| 3    | Pologne    | 4   | 3 | 1 | 1 | 1 | 5  | 6  | -1   |  | Pologne                    | 1-3 | -   |     | 2-1 |
| 4    | Luxembourg | 0   | 3 | 0 | 0 | 3 | 1  | 7  | -6   |  | Luxembourg                 | 0-2 | -   | -   |     |

### Groupe 10
| Rang | Équipe    | Pts | J | G | N | P | Bp | Bc | Diff |  | Résultats (▼ dom., ► ext.) |     |     |     |      |
| ---- | --------- | --- | - | - | - | - | -- | -- | ---- |  | -------------------------- | --- | --- | --- | ---- |
| 1    | Grèce     | 7   | 3 | 2 | 1 | 0 | 13 | 2  | +11  |  | Grèce                      |     | -   | 1-1 | 10-0 |
| 2    | Arménie   | 6   | 3 | 2 | 0 | 1 | 4  | 3  | +1   |  | Arménie                    | 1-2 |     | -   | -    |
| 3    | Slovaquie | 4   | 3 | 1 | 1 | 1 | 3  | 3  | 0    |  | Slovaquie                  | -   | 1-2 |     | 1-0  |
| 4    | Andorre   | 0   | 3 | 0 | 0 | 3 | 0  | 12 | -12  |  | Andorre                    | -   | 0-1 | -   |      |

### Groupe 11
| Rang | Équipe   | Pts | J | G | N | P | Bp | Bc | Diff |  | Résultats (▼ dom., ► ext.) |     |     |     |     |
| ---- | -------- | --- | - | - | - | - | -- | -- | ---- |  | -------------------------- | --- | --- | --- | --- |
| 1    | Croatie  | 7   | 3 | 2 | 1 | 0 | 8  | 2  | +6   |  | Croatie                    |     | 0-0 | 4-2 | -   |
| 2    | Pays-Bas | 7   | 3 | 2 | 1 | 0 | 5  | 0  | +5   |  | Pays-Bas                   | -   |     | 2-0 | 3-0 |
| 3    | Finlande | 3   | 3 | 1 | 0 | 2 | 6  | 8  | -2   |  | Finlande                   | -   | -   |     | 4-2 |
| 4    | Moldavie | 0   | 3 | 0 | 0 | 3 | 2  | 11 | -9   |  | Moldavie                   | 0-4 | -   | -   |     |

### Groupe 12
| Rang | Équipe   | Pts | J | G | N | P | Bp | Bc | Diff |  | Résultats (▼ dom., ► ext.) |     |     |     |     |
| ---- | -------- | --- | - | - | - | - | -- | -- | ---- |  | -------------------------- | --- | --- | --- | --- |
| 1    | Danemark | 7   | 3 | 2 | 1 | 0 | 5  | 0  | +5   |  | Danemark                   |     | 0-0 | 1-0 | -   |
| 2    | Autriche | 5   | 3 | 1 | 2 | 0 | 3  | 0  | +3   |  | Autriche                   | -   |     | 0-0 | 3-0 |
| 3    | Albanie  | 4   | 3 | 1 | 1 | 1 | 4  | 1  | +3   |  | Albanie                    | -   | -   |     | 4-0 |
| 4    | Malte    | 0   | 3 | 0 | 0 | 3 | 0  | 11 | -11  |  | Malte                      | 0-4 | -   | -   |     |

### Meilleur troisième
Le meilleur troisième est repêché pour le « tour Élite ». Seuls les matchs contre les deux premiers du groupe sont pris en compte.
| Équipe          | Groupe | G | N | P | Bp | Bc | Diff | Pts |
| --------------- | ------ | - | - | - | -- | -- | ---- | --- |
| Israël          | 5      | 1 | 0 | 1 | 2  | 2  | 0    | 3   |
| Slovaquie       | 10     | 0 | 1 | 1 | 2  | 3  | -1   | 1   |
| Albanie         | 12     | 0 | 1 | 1 | 0  | 1  | -1   | 1   |
| Pologne         | 9      | 0 | 0 | 1 | 1  | 3  | -2   | 0   |
| Kazakhstan      | 6      | 0 | 0 | 1 | 0  | 2  | -2   | 0   |
| Écosse          | 8      | 0 | 0 | 2 | 2  | 5  | -3   | 0   |
| Finlande        | 11     | 0 | 0 | 1 | 0  | 3  | -3   | 0   |
| Bulgarie        | 2      | 0 | 0 | 2 | 2  | 6  | -4   | 0   |
| Azerbaïdjan     | 3      | 0 | 0 | 2 | 1  | 5  | -4   | 0   |
| Lettonie        | 4      | 0 | 0 | 2 | 0  | 4  | -4   | 0   |
| Irlande du Nord | 7      | 0 | 0 | 2 | 2  | 7  | -5   | 0   |
| Îles Féroé      | 1      | 0 | 0 | 2 | 2  | 12 | -10  | 0   |

## Tour Élite
Le tirage au sort du « tour élite » a lieu le 29 novembre 2011 à Nyon, et les matchs sont joués du 25 au 31 mai 2012. 
Ce second tour concerne 28 équipes, dont la France, l'Angleterre et l'Espagne qui font leur entrée dans la compétition. Les sept vainqueurs de poule se qualifient pour la phase finale en Estonie (qualifiée d'office en tant que pays hôte). 

### Groupe 1
| Rang | Équipe   | Pts | J | G | N | P | Bp | Bc | Diff |  | Résultats (▼ dom., ► ext.) |   |     |     |     |
| ---- | -------- | --- | - | - | - | - | -- | -- | ---- |  | -------------------------- | - | --- | --- | --- |
| 1    | France   | 9   | 3 | 3 | 0 | 0 | 11 | 2  | +9   |  | France                     |   | 6-0 | 3-1 | 2-1 |
| 2    | Pays-Bas | 6   | 3 | 2 | 0 | 1 | 5  | 7  | -2   |  | Pays-Bas                   | - |     | 2-1 | 3-0 |
| 3    | Norvège  | 3   | 3 | 1 | 0 | 2 | 3  | 5  | -2   |  | Norvège                    | - | -   |     | 1-0 |
| 4    | Tchéquie | 0   | 3 | 0 | 0 | 3 | 1  | 6  | -5   |  | Tchéquie                   | - | -   | -   |     |

### Groupe 2
| Rang | Équipe     | Pts | J | G | N | P | Bp | Bc | Diff |  | Résultats (▼ dom., ► ext.) |   |     |     |     |
| ---- | ---------- | --- | - | - | - | - | -- | -- | ---- |  | -------------------------- | - | --- | --- | --- |
| 1    | Angleterre | 7   | 3 | 2 | 1 | 0 | 7  | 1  | +6   |  | Angleterre                 |   | 1-1 | 1-0 | 5-0 |
| 2    | Monténégro | 4   | 3 | 1 | 1 | 1 | 4  | 2  | +2   |  | Monténégro                 | - |     | 3-0 | 0-1 |
| 3    | Suisse     | 3   | 3 | 1 | 0 | 2 | 2  | 4  | -2   |  | Suisse                     | - | -   |     | 2-0 |
| 4    | Slovénie   | 3   | 3 | 1 | 0 | 2 | 1  | 7  | -6   |  | Slovénie                   | - | -   | -   |     |

### Groupe 3
| Rang | Équipe    | Pts | J | G | N | P | Bp | Bc | Diff |  | Résultats (▼ dom., ► ext.) |   |     |     |     |
| ---- | --------- | --- | - | - | - | - | -- | -- | ---- |  | -------------------------- | - | --- | --- | --- |
| 1    | Serbie    | 7   | 3 | 2 | 1 | 0 | 6  | 2  | +4   |  | Serbie                     |   | 2-2 | 3-0 | 1-0 |
| 2    | Allemagne | 5   | 3 | 1 | 2 | 0 | 6  | 3  | +3   |  | Allemagne                  | - |     | 1-1 | 3-0 |
| 3    | Roumanie  | 4   | 3 | 1 | 1 | 1 | 5  | 4  | +1   |  | Roumanie                   | - | -   |     | 4-0 |
| 4    | Hongrie   | 0   | 3 | 0 | 0 | 3 | 0  | 8  | -8   |  | Hongrie                    | - | -   | -   |     |

### Groupe 4
| Rang | Équipe   | Pts | J | G | N | P | Bp | Bc | Diff |  | Résultats (▼ dom., ► ext.) |   |     |     |     |
| ---- | -------- | --- | - | - | - | - | -- | -- | ---- |  | -------------------------- | - | --- | --- | --- |
| 1    | Portugal | 9   | 3 | 3 | 0 | 0 | 11 | 1  | +10  |  | Portugal                   |   | 3-0 | 1-0 | 7-1 |
| 2    | Ukraine  | 6   | 3 | 2 | 0 | 1 | 5  | 3  | +2   |  | Ukraine                    | - |     | 3-0 | 2-0 |
| 3    | Irlande  | 1   | 3 | 0 | 1 | 2 | 1  | 5  | -4   |  | Irlande                    | - | -   |     | 1-1 |
| 4    | Israël   | 1   | 3 | 0 | 1 | 2 | 2  | 10 | -8   |  | Israël                     | - | -   | -   |     |

### Groupe 5
| Rang | Équipe   | Pts | J | G | N | P | Bp | Bc | Diff |  | Résultats (▼ dom., ► ext.) |   |     |     |     |
| ---- | -------- | --- | - | - | - | - | -- | -- | ---- |  | -------------------------- | - | --- | --- | --- |
| 1    | Grèce    | 9   | 3 | 3 | 0 | 0 | 8  | 0  | +8   |  | Grèce                      |   | 2-0 | 3-0 | 3-0 |
| 2    | Danemark | 6   | 3 | 2 | 0 | 1 | 9  | 5  | +4   |  | Danemark                   | - |     | 3-1 | 6-2 |
| 3    | Turquie  | 3   | 3 | 1 | 0 | 2 | 6  | 6  | 0    |  | Turquie                    | - | -   |     | 5-0 |
| 4    | Chypre   | 0   | 3 | 0 | 0 | 3 | 2  | 13 | -11  |  | Chypre                     | - | -   | -   |     |

### Groupe 6
| Rang | Équipe             | Pts | J | G | N | P | Bp | Bc | Diff |  | Résultats (▼ dom., ► ext.) |   |     |     |     |
| ---- | ------------------ | --- | - | - | - | - | -- | -- | ---- |  | -------------------------- | - | --- | --- | --- |
| 1    | Croatie            | 7   | 3 | 2 | 1 | 0 | 7  | 3  | +4   |  | Croatie                    |   | 3-1 | 2-2 | 2-0 |
| 2    | Géorgie            | 6   | 3 | 2 | 0 | 1 | 7  | 6  | +1   |  | Géorgie                    | - |     | 2-1 | 4-2 |
| 3    | Autriche           | 4   | 3 | 1 | 1 | 1 | 5  | 4  | +1   |  | Autriche                   | - | -   |     | 2-0 |
| 4    | Bosnie-Herzégovine | 0   | 3 | 0 | 0 | 3 | 2  | 8  | -6   |  | Bosnie-Herzégovine         | - | -   | -   |     |

### Groupe 7
| Rang | Équipe   | Pts | J | G | N | P | Bp | Bc | Diff |  | Résultats (▼ dom., ► ext.) |   |     |     |     |
| ---- | -------- | --- | - | - | - | - | -- | -- | ---- |  | -------------------------- | - | --- | --- | --- |
| 1    | Espagne  | 9   | 3 | 3 | 0 | 0 | 6  | 3  | +3   |  | Espagne                    |   | 2-1 | 2-1 | 2-1 |
| 2    | Italie   | 6   | 3 | 2 | 0 | 1 | 7  | 4  | +3   |  | Italie                     | - |     | 2-1 | 4-1 |
| 3    | Belgique | 1   | 3 | 0 | 1 | 2 | 3  | 5  | -2   |  | Belgique                   | - | -   |     | 1-1 |
| 4    | Arménie  | 1   | 3 | 0 | 1 | 1 | 3  | 7  | -4   |  | Arménie                    | - | -   | -   |     |